# Kistlerova cena
Kistlerová cena (anglicky The Kistler Prize) je první futurologické ocenění, které každoročně uděluje Nadace pro budoucnost.
Kistlerova cena je pojmenována po americkém vizionáři a filantropovi Walteru P. Kistler. Cena se uděluje za originální a inovační příspěvky k porozumění spojení mezi lidským genomem a lidskou společností. Sestává z peněžní odměny ve výši 100 000 amerických dolarů a 200 gramové zlaté medaile.

## Držitelé Kistlerovy ceny
- 2000 – Edward Osborne Wilson
- 2001 – Richard Dawkins
- 2002 – Luigi Cavalli-Sforza
- 2003 – Arthur Jensen
- 2004 – Vincent Sarich
- 2005 – Thomas J. Bouchard
- 2006 – Doreen Kimura
- 2007 – Spencer Wells
- 2008 – Craig Venter
- 2009 – Svante Pääbo
- 2010 – Leroy Hood
- 2011 – Charles Murray